# Eissurfen
Eis- oder Schneesurfen (englisch to snowfer) ist eine winterliche Sportart, bei der ein Mensch mittels verschiedener Hilfsmittel auf einer Schnee- oder Eisfläche gleitet.

## Geschichte
Das Eissurfen entwickelte sich als Unterart des 1960 entstandenen Windsurfens in den 1980er Jahren. Ein begeisterter kanadischer Surfer namens Charles Chepregi konstruierte ein festes Gleitbrett (Snowboard) mit großer Auflage, das auf Schnee und zugefrorenen Flächen genutzt werden kann. Er kombinierte es mit einem Handsegel und nannte die entstandene Schöpfung Snowfer. Chepregi beantragte zuerst in Kanada, zwischen 1989 und 1991 auch in den USA und in Europa Patentschutz des Boards für die neue Sportart, der 1994 bestätigt wurde. Das Board, anfangs ein Eigenbau, wurde bald auch industriell gefertigt. Ein erstes solches Erzeugnis kam aus Estland, wohin der Erfinder Charles Chepregi 1991 ausgewandert war. Damit gewann er einen Wettbewerb bei der Weltmeisterschaft im Eis- und Schneesegeln. 1992 und 1993 präsentierten bereits mehrere Sportler die neue Wintersportart bei Rennen in Polen und Kanada. Im Jahr 1995 fand in den USA (Madison, Wisconsin) eine erste eigene Snowfer-Meisterschaft statt, die Charles Chepregi gewann. Im Jahr 1997 brachte Chepregi ein neues Snowfer (Snowfer KC 3X) auf den Markt, das rasch Nutzer in aller Welt fand. Zur internationalen Schnee- und Eissegelmeisterschaft in Orillia (Kanada) kamen bereits 70 Teilnehmer aus 14 Ländern mit Snowfers. Ende 1999 waren die Boards dadurch weiter verbessert worden, dass sie in Sandwich-Bauweise aus Balsa-Holz und Epoxidharz bestanden und damit leichter, aber genauso stabil waren. In den späten 1990er-Jahren waren Snowfers bereits nach Japan, Deutschland, Norwegen, Schweden, Schweiz, Neuseeland, Russland, Argentinien, Tschechien, Weißrussland, Serbien, Belgien verkauft worden. Die Aktionen laufen meist über das Internet und das Interesse ist noch immer ungebrochen (Stand 2004).
Die Anhänger dieser Sportart sind sich sicher, dass ihr Sport auch in Zukunft weitere Verbreitung finden wird, weil sie leicht zu erlernen ist und keine teuren Spezialausstattungen benötigt.
In Deutschland, vor allem zuerst in Berlin und Umgebung, haben sich mehrere Eissurfclubs gegründet und bereits 1997 eine Berliner Meisterschaft ausgetragen. Auf dem Wörthsee, dem Ammersee, dem Zwischenahner Meer sowie dem Merg- und Chiemsee fanden ebenfalls Wettbewerbe statt.

## Unterteilung
Sportorganisationen haben sich auf folgende Unterteilung verständigt:
- Klasse H: kleines in der Hand gehaltenes Segel
- Klasse K (auch Kite-Klasse): mittelgroßes Segel, mit einem Fuß auf dem Surfbrett
- Klasse W: Verwendung eines Surfriggs.

Frauen- und Männervergleiche werden gesondert gewertet und es wird unterschieden in regulär [unter 40 Jahren (R)], und Masters [über 40 Jahre (M)].
Für den sportlichen Vergleich gibt es unterschiedliche Wettbewerbsformen. Die sportlichen Regeln dazu hat die Internationale Sportvereinigung World Ice and Snow Sailing (WISSA) ausgearbeitet:
- Kursrennen (Dreieckskurs)

ähnlich wie bei Surfregatten. Dabei werden je nach Wind fünf bis zehn Rennen in drei bis vier Tagen ausgetragen, mit maximal 50 Teilnehmern pro Klasse.
- Speedrennen

innerhalb einer vorgegebenen Strecke muss eine Höchstgeschwindigkeit erreicht werden.
- Marathon

Eine Windfahrt in der Länge eines normalen Marathonlaufs
- Freestyle

nur in der Kite-Klasse: dabei werden Sprünge gezeigt und von einer Jury bewertet.

## Gleitgeräte
Snowferboards sind sehr leicht und sehr stabil, ihre Unterseite besitzt spezielle Laufflächen für Wachs. Sie sind mit flachen Kufen, die im Board eingelassen sind, ausgestattet. Unterschieden werden die Kufen nach vier verschiedenen Längen, ihrer Anzahl pro Board und ihrer Lage unter dem Brett: vier Innen- oder Standardkufen, für Eis zusätzlich vier Außenkufen, die beweglich wippend angebracht sind. Das garantiert bei Eisfahrten einen stetigen Wasserfilm unter dem Snowfer, der in jedem Fall mittig belastet werden muss. Keine der Kufen steht seitlich aus dem Board hervor. Die speziell gehärteten Heckkufen tragen zu hohen Fahrgeschwindigkeiten bei.
Schon bei mittlerem Wind kann der Eissurfer auf Schneefeldern fahren und wegen der großen Laufflächen leicht über Tiefschnee hinweggleiten.
In der Abwandelung zum Snowfer gibt es noch einige verschiedene Varianten.

### 3-kufiger Eissurfer
Hier sind die vordere Kufe lenkbar aufgehängt und die beiden hinteren parallel zueinander in der Achse leicht drehbar befestigt. Die Steuerung kann wie beim Surfen über die Druckpunktverlagerung beeinflusst werden, hierbei muss die Steuerkufe nachhängend wie das Rad an einem Einkaufswagen gelagert werden.
Bei einer anderen Variante erfolgt die Steuerung über ein Lenkgestänge, welches Kufe und Fußsteuerung im Bereich der Fußschlaufen verbindet.
Eine weitere einfache Möglichkeit ist, die Steuerkufe als Bügel oder Kugel auszuführen, die nur auf dem Eis rutschen und über Segeldruck (abfallen oder anluven) gesteuert werden. Nachteil bei diesem System ist, dass sobald festerer Schnee liegt, die Steuerfähigkeit eingeschränkt wird.

### Vorteile Eissurfer
Lässt sich fahren wie ein Raceboard, sehr schnell, gleitet sehr früh an, sofern die Kufen genau eingestellt sind. Mit der Fußsteuerung bei sehr hoher Geschwindigkeit gute Kontrolle.

### Nachteile Eissurfer
Aufwendiger zu bauen, schwer und passt von den Maßen nicht mehr in den Kombi. Man braucht wegen der hohen Geschwindigkeit größere Eisflächen.

## Weitere Ausstattung bei Wettkämpfen
Es gibt drei verschiedenen Segelgrößen. Darüber hinaus schreiben die Wettkampfregeln das Tragen eines Schutzhelms vor, Knie-, Hüft- und Ellenbogenschützer werden empfohlen.